# BFC Südring
Der BFC Südring ist ein deutscher Fußballclub aus Berlin. Heimstätte des Clubs ist das Stadion an der Lobeckstraße. In der Vergangenheit spielte der Verein auch im Stadion Züllichauer Straße und im Willy-Kressmann-Stadion.

## Verein
Der BFC Südring wurde im Jahr 1935 als SC Südring Berlin gegründet und steht in der Tradition des 1933 aufgelösten Arbeitersportvereins SpVgg Fichte Berlin. Bis Ende des Zweiten Weltkrieges spielte der SC Südring im höherklassigen Berliner Fußball keine Rolle. 1945 wurde der SC Südring aufgelöst und als SG Südring neu gegründet.
Die SG Südring nahm bereits an der 1945/46 in vier Gruppen ausgetragenen Berliner Stadtliga teil und erreichte in ihrer Gruppe hinter der SG Osloer Straße und der SG Mariendorf den dritten Rang. Durch die damit verbundene Qualifikation für die künftig eingleisig spielende Stadtliga, auch Oberliga Berlin genannt, konnte sich Südring bis 1951 in der höchsten Berliner Spielklasse halten. 1947 erfolgte eine Rückbenennung in SC Südring, drei Jahre später spaltete sich aus dem Club der Berliner FC Eintracht ab. Der Stammverein trat darauf ab 1950 unter der Bezeichnung BFC Südring auf. Auf sportlicher Ebene pendelte der BFC bis Mitte der 1960er Jahre ausnahmslos zwischen Oberliga und Amateurliga. Im Jahr 1964 gelang Südring nach zwei Relegationsspielen (1:1, 2:0) gegen den SC Gatow der Klassenerhalt in der 1963 geschaffenen Fußball-Regionalliga Berlin. Die Regionalliga hielt der BFC Südring bis 1968 mit überwiegend gesicherten Mittelfeldplätzen. In der Folgesaison stieg der BFC mit nur knappen Rückstand auf den BFC Meteor 06 wieder in die Amateurliga ab.
Im Anschluss verschwand der BFC in den Niederungen des West-Berliner Lokalfußballs. Lediglich 1974 erreichte Südring in der Amateurliga hinter dem SC Staaken noch einmal die Vizemeisterschaft. Nach dem 1975 erfolgten Abstieg kam Südring nicht mehr über die Landesliga hinaus.
Im Juli 2025 schloss sich der BFC Südring mit dem FC Amed zum BFC Südring Amed zusammen.

## Statistik

### Platzierungen ab 2000
| Saison  | Liga          | Platz (von) |
| ------- | ------------- | ----------- |
| 2000/01 | Bezirksliga   | 09 (16)     |
| 2001/02 | Bezirksliga   | 07 (16)     |
| 2002/03 | Bezirksliga   | 03 (16)     |
| 2003/04 | Bezirksliga ▲ | 01 (16)     |
| 2004/05 | Landesliga    | 13 (16)     |
| 2005/06 | Landesliga    | 10 (16)     |
| 2006/07 | Landesliga ▼  | 14 (16)     |
| 2007/08 | Bezirksliga   | 09 (16)     |
| 2008/09 | Bezirksliga   | 09 (16)     |
| 2009/10 | Bezirksliga ▼ | 14 (16)     |
| 2010/11 | Kreisliga A ▼ | 15 (16)     |
| 2011/12 | Kreisliga B ▲ | 02 (16)     |
| 2012/13 | Kreisliga A   | 11 (16)     |
| 2013/14 | Kreisliga A   | 07 (16)     |
| 2014/15 | Kreisliga A   | 13 (16)     |
| 2015/16 | Kreisliga A ▲ | 01 (16)     |
| 2016/17 | Bezirksliga ▼ | 15 (16)     |
| 2017/18 | Kreisliga A   | 06 (16)     |
| 2018/19 | Kreisliga A ▲ | 01 (14)     |
| 2019/20 | Bezirksliga   | 06 (16)     |
| 2020/21 | Bezirksliga   | 05 (17)     |
| 2021/22 | Bezirksliga ▲ | 02 (16)     |
| 2022/23 | Landesliga ▼  | 16 (16)     |
| 2023/24 | Bezirksliga ▼ | 16 (16)     |
| 2023/24 | Kreisliga A   |             |

### Erfolge
- Teilnahme Stadtliga Berlin: 1945/46
- Teilnahme Regionalliga Berlin: 1963/64 bis 1968/69
- Teilnahme Deutsche Amateurmeisterschaft: 1956 (Halbfinale 0:5-Niederlage gegen Spvgg. 03 Neu-Isenburg)

## Personen
- Gerd Achterberg
- Klaus Basikow